# Pristimantis royi
Pristimantis royi är en art av groddjur som först beskrevs av Victor R. Morales 2007. Den ingår i släktet Pristimantis och familjen Strabomantidae. Inga underarter finns listade i Catalogue of Life.